# مقاطعة ريمس مور

مقاطعة ريمس-مور (بالألمانية: Rems-Murr-Kreis)‏ هي مقاطعة تقع في بادن فورتمبيرغ ومركزها مدينة فايبلينغن. تبلغ مساحتها 858.14 كم². عام 1973 تم تشكيلها من مقاطعة فايبلينغن السابقة وأجزاء كبيرة من مقاطعة باكنغ السابقة وجزء أصغر من مقاطعة شفيبش غيموند السابقة. سميت على اسم نهري ريمس والمور اللذان يشكلان تضاريس المنطقة. تتبع مقاطعة ريمس-مور إلى منطقة شتوتغارت في محافظة شتوتغارت.

## جغرافيا

### أماكن
تحتوي مقاطعة ريمس-مور على حوالي 510 منطقة (مدن وقرى ونجوع ومزارع ومساحات معيشة).

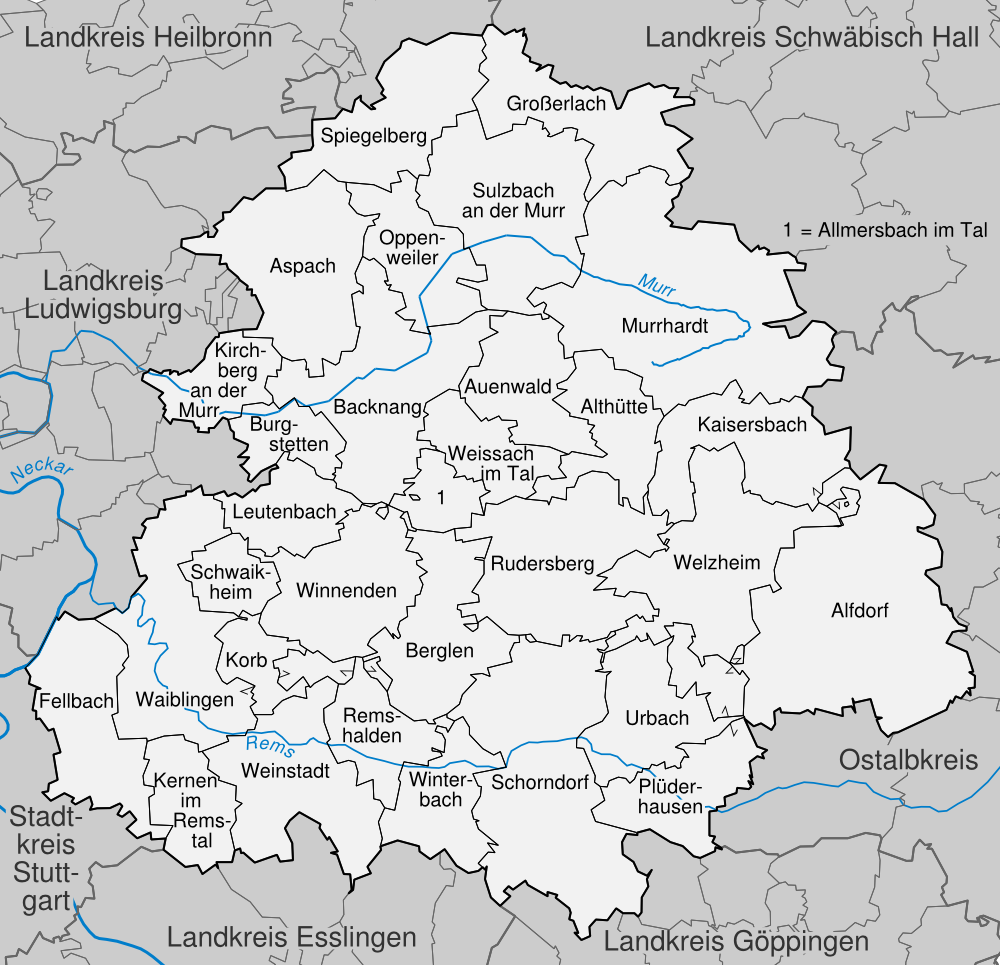

### المناطق المجاورة
تجاور مقاطعة ريمس-مور في اتجاه عقارب الساعة عاصمة الولاية شتوتغارت ومن ثم مناطق لودفيغسبورغ وهايلبرون، شفايبيش هال واوست الب وغوبينغن واسلنغن.

## التاريخ
تم تشكيل مقاطعة ريمس-مور من خلال إصلاح المقاطعات في 1 يناير 1973. في ذلك الوقت، تم دمج مقاطعة فايبلينغن القديمة مع معظم مقاطعة باكنغ القديم لتشكيل مقاطعة ريمس-مور الجديدة. بالإضافة إلى ذلك تم ضم بلدة الفدورف مقاطعة شفيبش غيموند القديمة.

### التنمية السكانية
أرقام السكان هي نتائج التعداد وتحديثات رسمية من مكتب الإحصاء بولاية بادن فورتمبيرغ (أماكن الإقامة الرئيسية فقط).
| تاريخ           | سكان    |
| --------------- | ------- |
| 31. ديسمبر 1973 | 351470  |
| 31. ديسمبر 1975 | 349.139 |
| 31. ديسمبر 1980 | 356.142 |
| 31. ديسمبر 1985 | 356.198 |
| 25 مايو 1987    | 360.634 |
| 31. ديسمبر 1990 | 380813  |

| تاريخ           | سكان    |
| --------------- | ------- |
| 31. ديسمبر 1995 | 399.116 |
| 31. ديسمبر 2000 | 409.296 |
| 31. ديسمبر 2005 | 417.697 |
| 31. ديسمبر 2010 | 415.448 |
| 31. ديسمبر 2015 | 419.456 |
| 31. ديسمبر 2018 | 426.528 |

### الدين
وفقًا لتعداد 2011، كان 42.9 ٪ من السكان بروتستانت و22.0 ٪ الروم الكاثوليك و35.1 ٪ لادينين أو ينتمنون إلى طوائف أو اديان أخرى.

## سياسة

### مسؤولي المقاطعة
- 1945: يوسف شيفر (بالوكالة)
- 1945-1946: فريدريش ترانكل (بالوكالة)
- 1946-1960: كارل ليمبيك
- 1960-1972: فيلهلم شيبرت

مديرو المقاطعات في منطقة فايبلينجن 1945-1972:
- 1945-1946: انطون شميت
- 1947-1948: فريتسمارتين آشر
- 1948-1950: كارل جورج بفليديرر DVP
- 1950-1973: فيرنر بيرتو ، مستقل

مديرو مقاطعة ريمس-مور منذ عام 1973:
- 1973–2002: هورست لاسينغ CDU
- 2002–2015: يوهانس فوكس FDP
- 2015: ريتشاد سيغل، مستقل

### الشعار

المعنى: يرمز شريط الأيل إلى عائلة فورتمبيرغ التي كانت تحكم المنطقة ويرمز الشريطان المتموجان إلى نهري ريمس واللذين أعطيا المقاطعة اسمها.